# Tótem canadiense de Chapultepec
El Tótem de Chapultepec es un Monumento de la Ciudad de México, ubicado en la primera sección del Bosque de Chapultepec, cerca del complejo cultural Los Pinos (México).

## Historia
El tótem fue tallado por integrantes de la nación Kwakwaka’wakw, un pueblo autóctono de la provincia de la Columbia Británica en Canadá.
En 1962, el tótem del Bosque de Chapultepec fue donado por el gobierno de Canadá al pueblo de México por el 150 aniversario de su Independencia. 
El tallado y el diseño del tótem fue comisionado al artista indígena Mungo Martin quien fue apoyado por Henry Hunt y Tony Hunt, todos descendientes del clan Kwakwaka’wakw.

## Características
El tótem del Bosque de Chapultepec mide 11 metros de altura y fue elaborado a la manera tradicional. Fue tallado en un tronco de cedro rojo y sus contrastantes colores oscuros y claros (negro, rojo, verde, blanco y amarillo) son los que tradicionalmente utiliza la nación Kwakwaka’wakw. Este tótem se distingue por sus elementos sobresalientes – picos, extremidades y alas – y está conformado por una nutria, una serpiente y un hombre de cedro. Como corona, el tótem del bosque de Chapultepec tiene la efigie de un “Thunderbird” (Pájaro del Trueno). El Thunderbird es un pájaro mítico que aparece en las leyendas del clan Kwakwaka’wakw  desde tiempos inmemoriales.

## Restauración
En el 2014 la Embajada de Canadá decidió que su restauración fuera el proyecto insignia de las celebraciones del 70 aniversario de las relaciones diplomáticas entre los dos países.
Dicha restauración fue posible sólo gracias a la unión de esfuerzos por parte del Gobierno de Canadá , el Gobierno de la Ciudad de México, al financiamiento de la Cámara de Comercio de Canadá en México y de 21 empresas canadienses con presencia en México.
Liderado por el restaurador canadiense, Andrew Todd, el proyecto de restauración duró 6 semanas, al cabo de las cuales se logró restablecer el brillo y esplendor original del tótem y proteger la integridad de sus tallados. La restauración del tótem fue en sí misma una oportunidad para que se diera un intercambio cultural entre Canadá y México ya que en la restauración también participaron un artista descendiente del clan Kwakwaka’wakw y dos artistas mexicanos.

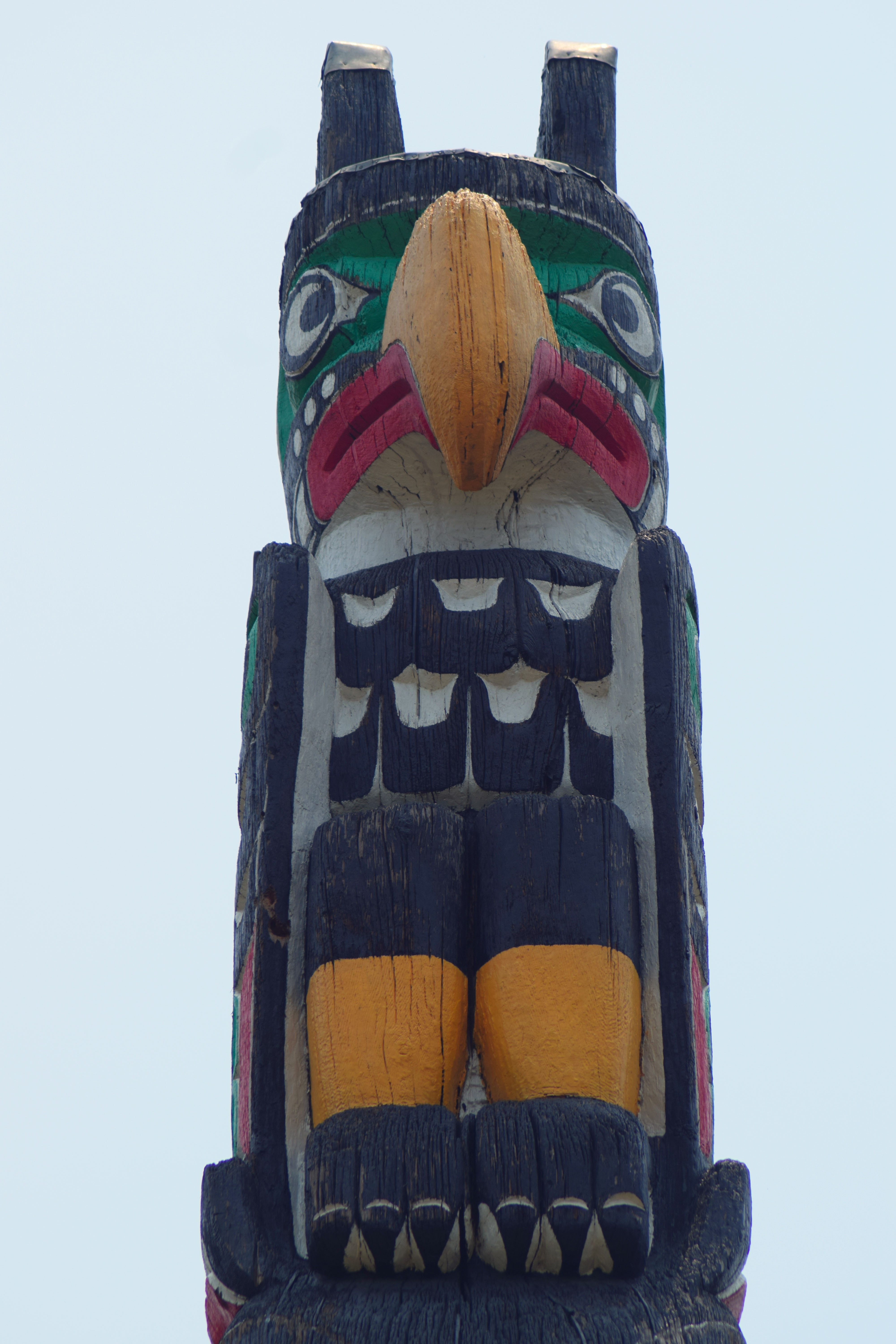

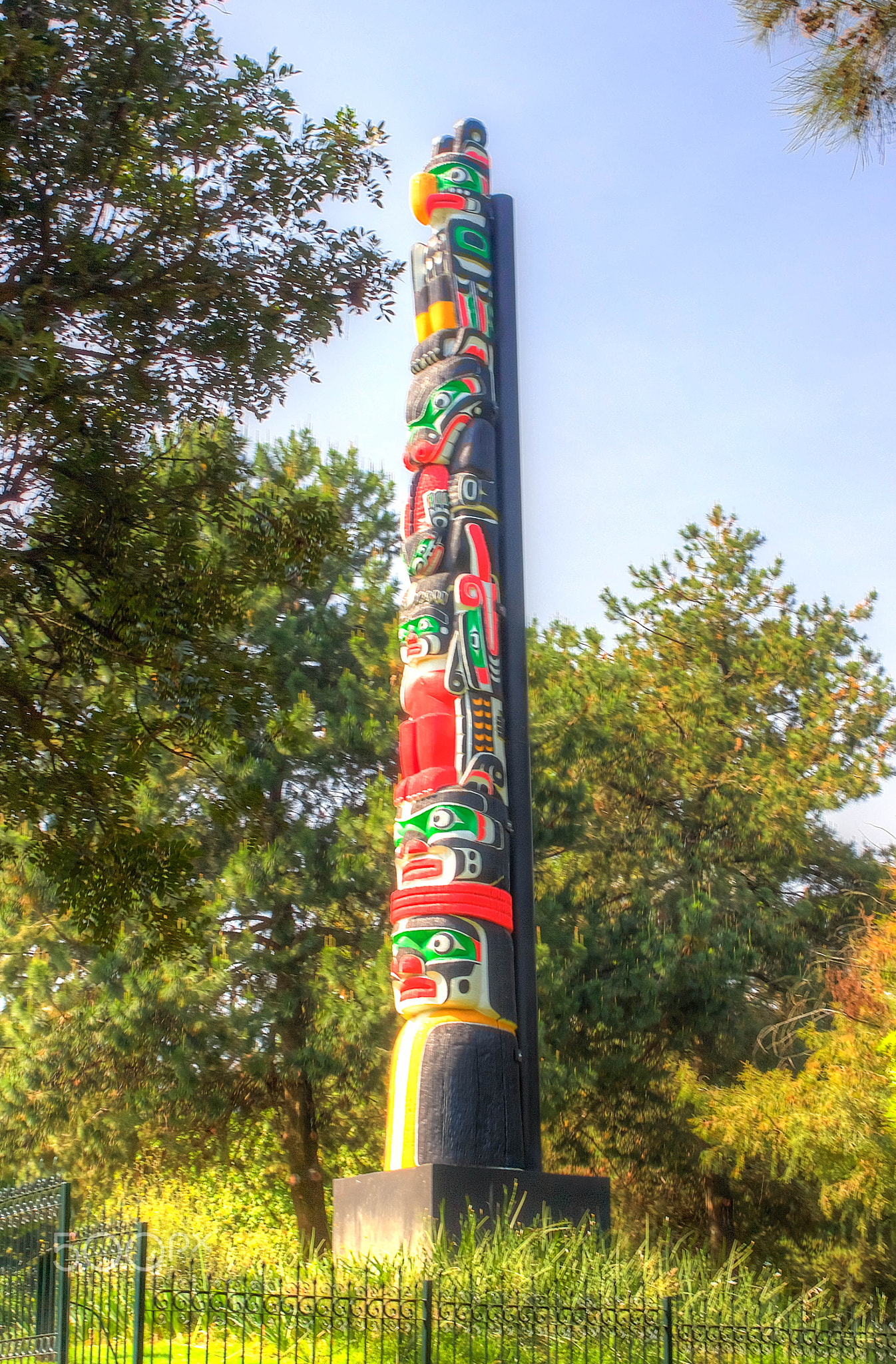

El 23 de octubre de 2014 la embajadora Sara Hradecky, el jefe de Gobierno de la Ciudad de México, Miguel Ángel Mancera, el subsecretario para América del Norte de la SER, Sergio Alcocer, y autoridades locales y representantes de empresas canadienses celebraron la exitosa conclusión del proyecto de restauración, marcando así, un hito más en la historia del tótem del Bosque de Chapultepec y en la historia compartida de dos naciones amigas.
La restauración del tótem representa la importancia que Canadá deposita en su relación con México y ratifica el espíritu de cooperación que prevalece entre ambas naciones. Con su preservación, en palabras de la embajadora Hradecky, se pretende que “el Tótem del Bosque de Chapultepec sea un testamento de los lazos de unión que existen entre los dos países por 70 años más”.